# Fraxinus pallisiae
Fraxinus pallisiae — вид квіткових рослин з родини маслинових (Oleaceae).

## Опис
Це велике дерево, заввишки до 25 метрів. Гілочки тонкі, запушені. Кінцеві бруньки коричневі та тьмяні. Листки завдовжки від 12 до 25 сантиметрів, складні і складаються з 9–13 (рідко лише семи) сидячих чи дуже на коротконіжкових листочків. Листочки від 3 до 6 см завдовжки, від ланцетних до яйцювато-ланцетних, загострені з клиноподібною чи округлою основою. Край листа зазубрений із шістьма-дванадцятьма нерівними і загнутими назовні зубцями. Верхня сторона листа зелена, нижня більш сіро-зелена, обидві сторони запушені. Квітки двостатеві й зібрані в невеликі бічні суцвіття. Пелюстки відсутні. Квіти з'являються раніше листя в квітні-травні. Плоди — 3.5–4-см завдовжки, плоскі, крилаті горішки. 2n = 46.

## Поширення
Ареал: Болгарія, Греція (материкова частина), Молдова, Північна Македонія, Румунія, Росія (Північний Кавказ), Туреччина в Азії, Україна.
Росте на висотах від 0 до 1200 метрів. Зустрічається на вологих, болотистих місцях існування та на берегах річок, а також на прибережних рівнинах.

## Використання
Відомостей про використання цього виду немає.

## Галерея

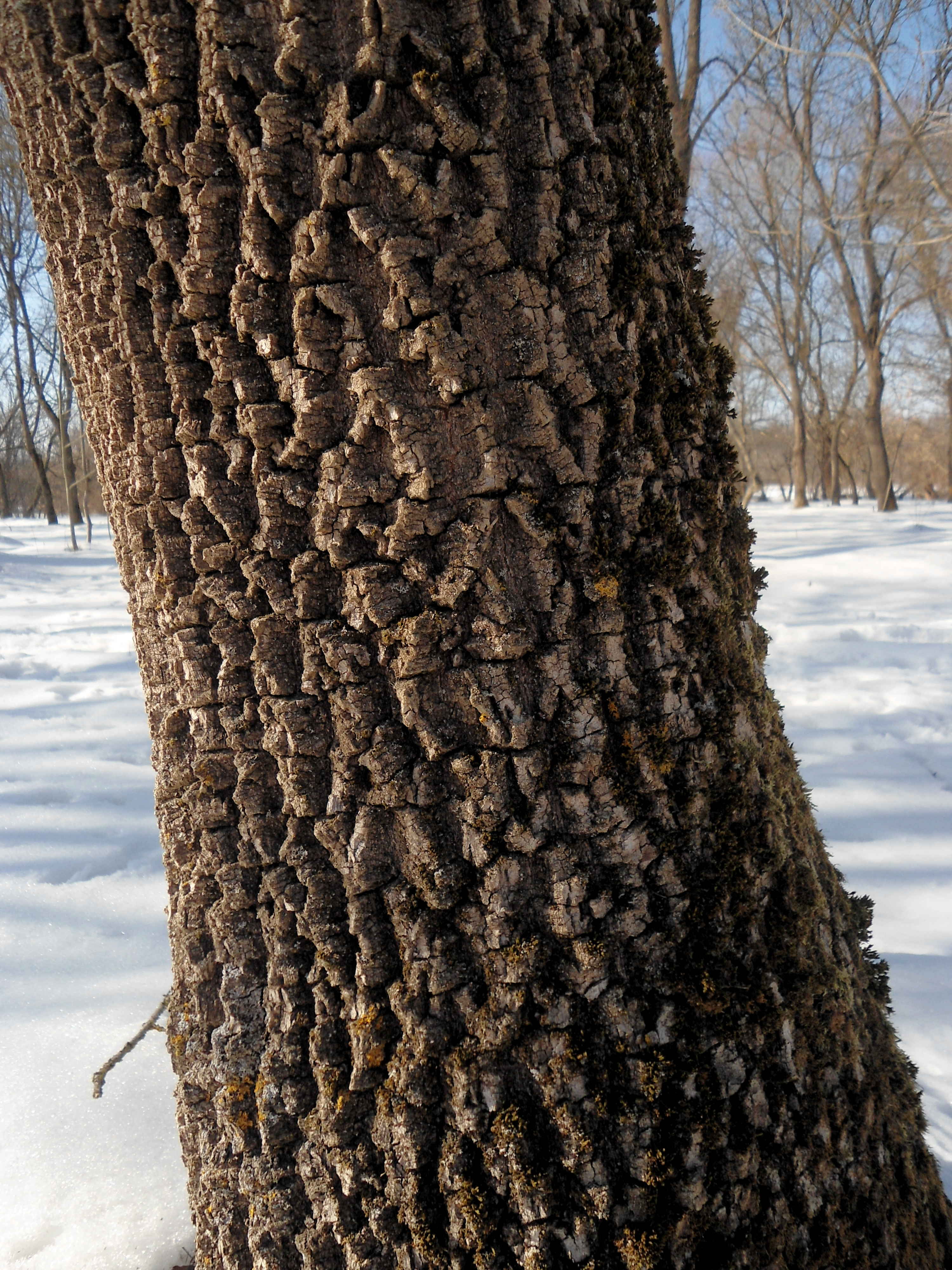
кора
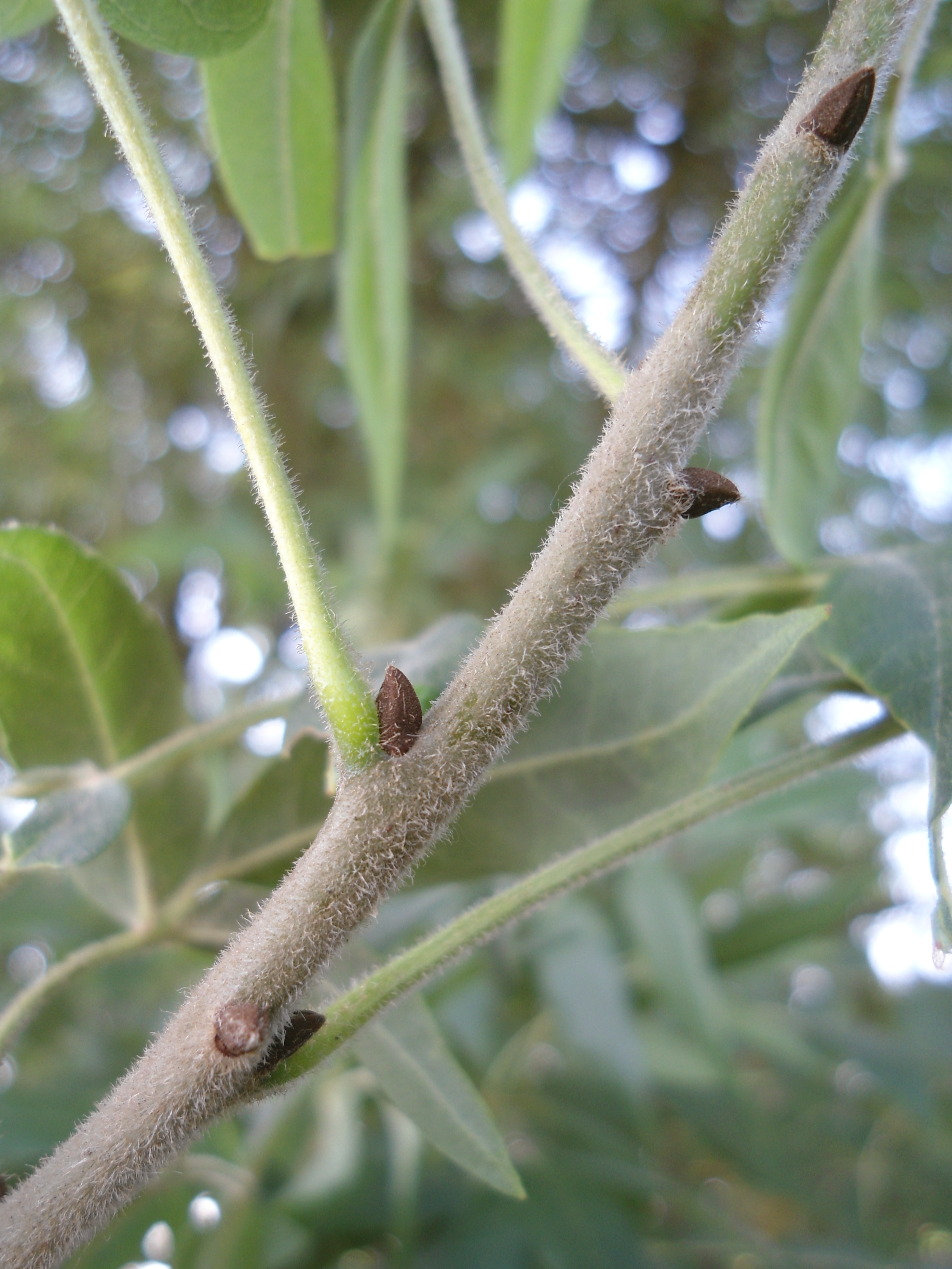
брунькові луски
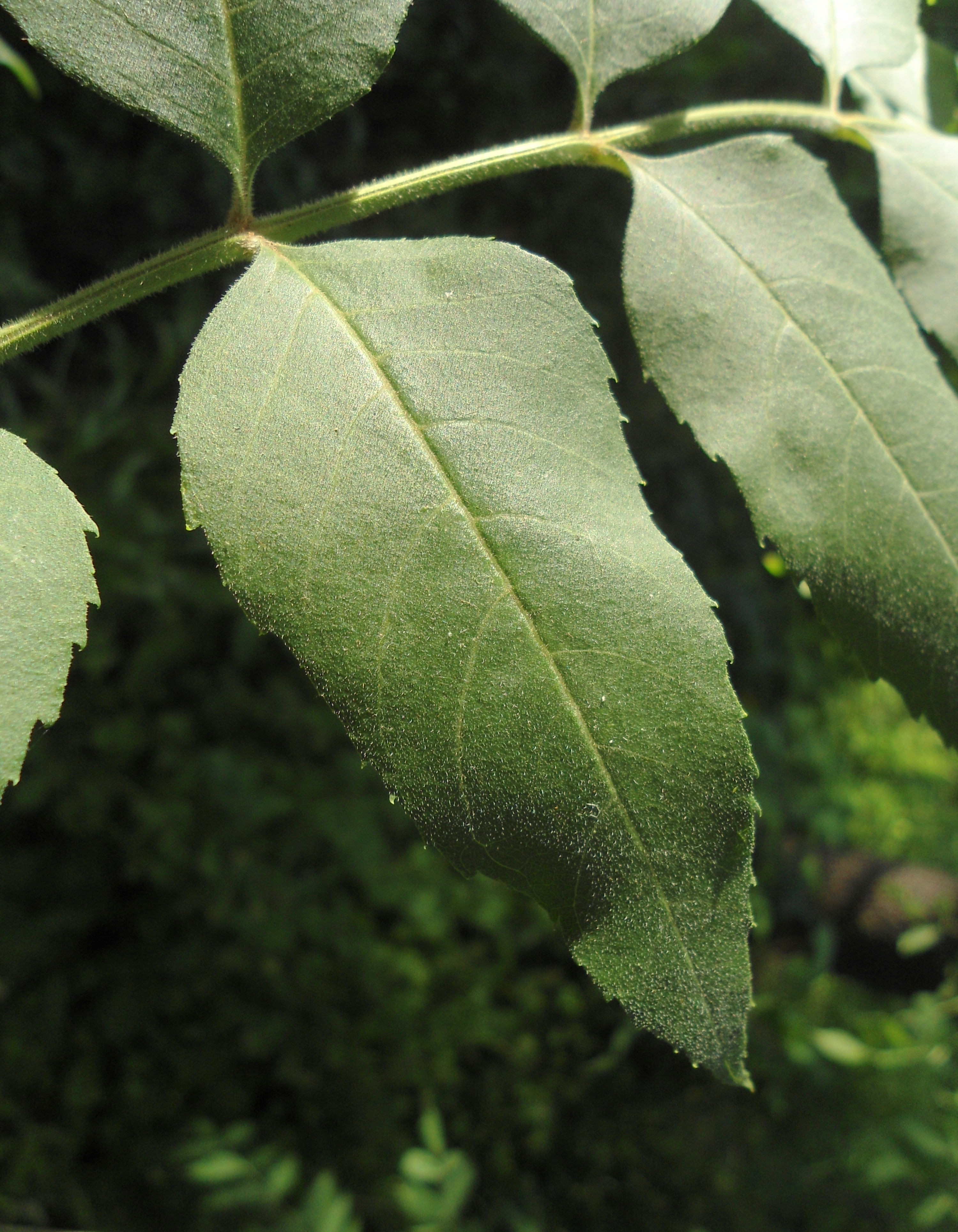
листочки
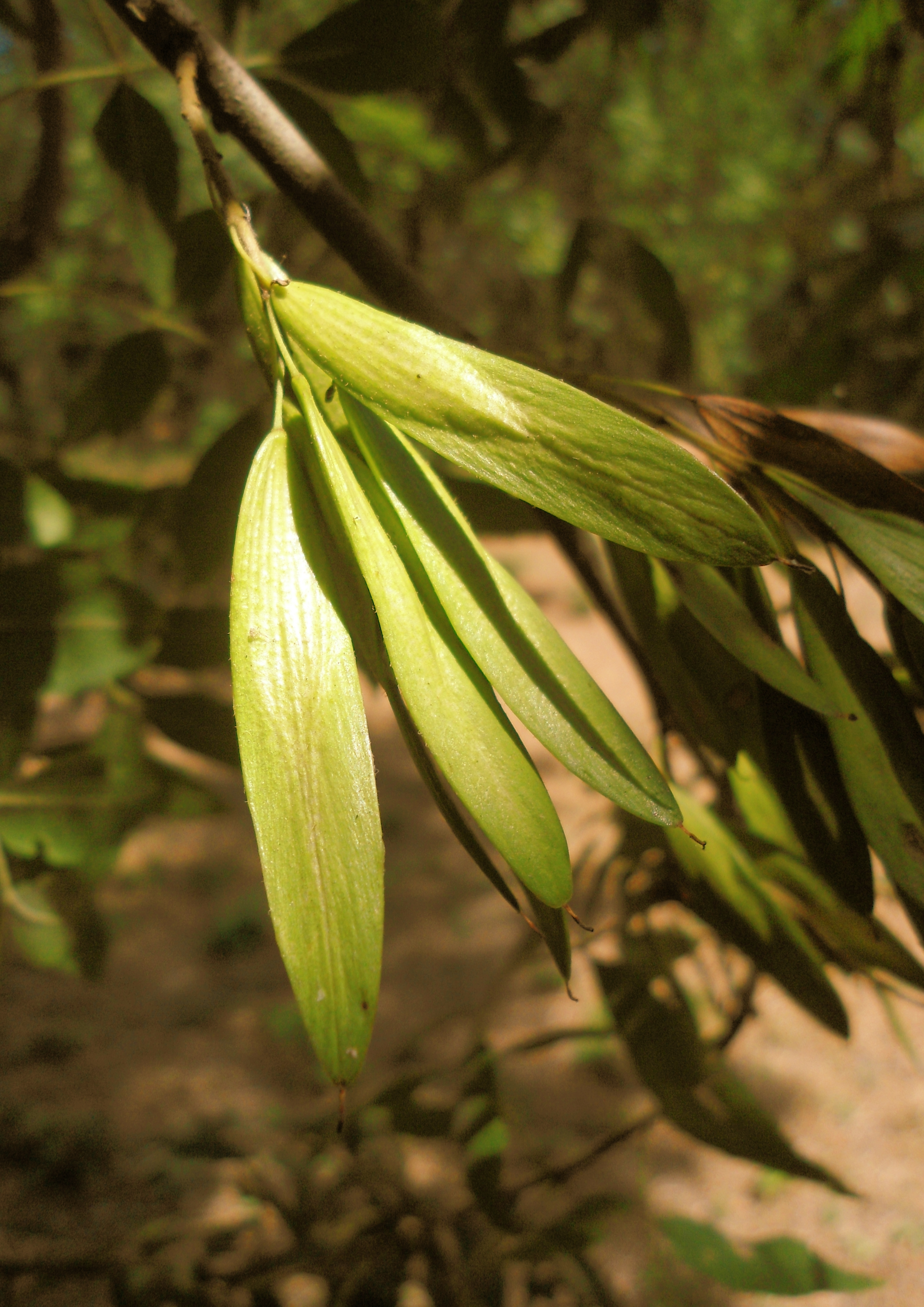
крилатки